# Elżbieta Bogusławówna
Elżbieta bogusławówna (ur. najp. 1302, zm. po 16 października 1349) – księżniczka pomorsko-wołogoska, córka Bogusława IV, księcia pomorskiego, szczecińskiego i wołogoskiego oraz Małgorzaty rugijskiej; księżna sasko-lauenburska, żona Eryka I, księcia sasko-lauenburskiego na Ratzeburgu.

## Rodzina
Elżbieta była małżonką Eryka I, księcia sasko-lauenburskiego na Ratzeburgu. Ślub książęcej pary odbył się w okresie od 1315 a przed 16 czerwca 1316. Małżonkowie ze sobą mieli pięcioro dzieci:
- Jana I (ur. 1316 lub 1317, zm. 14 marca 1364 lub 1370) – biskupa kamieńskiego[a],
- Eryka II (ur. w okr. 1318–1320, zm. 1368 lub 1369) – księcia sasko-lauenburskiego na Ratzeburgu,
- Helenę (ur. 1322, zm. 1359) – żonę hrabiego Jana II von Hoya,
- Albrechta (ur. ?, zm. po 1383) – brandenburskiego komtura krzyżackiego,
- Magnusa (ur. ?, zm. po 1346)[3].

Inne publikacje czasem podają jeszcze jedną córkę, tj. Juttę (ur. ?, zm. po 1354) – żonę hrabiego Gerarda III von Hoya, której filiacji genealodzy nie potwierdzają.

### Genealogia
| Barnim I Dobry ur. zap. ok. 1210 zm. 13 lub 14 XI 1278 | Barnim I Dobry ur. zap. ok. 1210 zm. 13 lub 14 XI 1278 |                                                 |                                                 | Małgorzata meklemburska ur. zap. 1232 zm. przed 25 V 1261 | Małgorzata meklemburska ur. zap. 1232 zm. przed 25 V 1261 |  |  | Wisław II ur. ok. 1240 zm. 29 XII 1302 | Wisław II ur. ok. 1240 zm. 29 XII 1302 |                                                                     |                                                                     | Agnieszka brunszwicka ur. ? zm. po 1302 | Agnieszka brunszwicka ur. ? zm. po 1302 |
|                                                        |                                                        |                                                 |                                                 |                                                           |                                                           |  |  |                                        |                                        |                                                                     |                                                                     |                                         |                                         |
|                                                        |                                                        |                                                 |                                                 |                                                           |                                                           |  |  |                                        |                                        |                                                                     |                                                                     |                                         |                                         |
|                                                        |                                                        | Bogusław IV ur. w okr. 1254–1255 zm. 19 II 1309 | Bogusław IV ur. w okr. 1254–1255 zm. 19 II 1309 |                                                           |                                                           |  |  |                                        |                                        | Małgorzata rugijska ur. w okr. 1265–1271 zm. po 4 XII 1315, p. 1317 | Małgorzata rugijska ur. w okr. 1265–1271 zm. po 4 XII 1315, p. 1317 |                                         |                                         |
|                                                        |                                                        |                                                 |                                                 |                                                           |                                                           |  |  |                                        |                                        |                                                                     |                                                                     |                                         |                                         |
|                                                        |                                                        |                                                 |                                                 |                                                           |                                                           |  |  |                                        |                                        |                                                                     |                                                                     |                                         |                                         |
|                                                        |                                                        |                                                 |                                                 |                                                           |                                                           |  |  |                                        |                                        |                                                                     |                                                                     |                                         |                                         |

|                                                  |                                                  | Eryk I ur. ok. 1280 zm. 1359 lub 1361 OO w okr. 1315–przed 16 VI 1316 | Eryk I ur. ok. 1280 zm. 1359 lub 1361 OO w okr. 1315–przed 16 VI 1316 | Elżbieta bogusławówna (ur. najp. 1302, zm. po 16 X 1349) | Elżbieta bogusławówna (ur. najp. 1302, zm. po 16 X 1349) |                            |                            |                          |                          |  |  |
|                                                  |                                                  |                                                                       |                                                                       |                                                          |                                                          |                            |                            |                          |                          |  |  |
|                                                  |                                                  |                                                                       |                                                                       |                                                          |                                                          |                            |                            |                          |                          |  |  |
|                                                  |                                                  |                                                                       |                                                                       |                                                          |                                                          |                            |                            |                          |                          |  |  |
| Jan I ur. 1316 lub 1317 zm. 14 III 1364 lub 1370 | Jan I ur. 1316 lub 1317 zm. 14 III 1364 lub 1370 | Eryk II w okr. 1318–1320 zm. 1368 lub 1369                            | Eryk II w okr. 1318–1320 zm. 1368 lub 1369                            | Helena ur. 1322 zm. 1359                                 | Helena ur. 1322 zm. 1359                                 | Albrecht ur. ? zm. po 1383 | Albrecht ur. ? zm. po 1383 | Magnus ur. ? zm. po 1346 | Magnus ur. ? zm. po 1346 |  |  |

### Źródła online
- Cawley Ch, Saxony, dukes and electors. Table of contents. Erich I 1305-1361, Erich II 1361-1369, Erich IV 1369-1412, Erich V 1412-1435 (ang.) [w]: Mediewal Lands. A prosopography of medieval European noble and royal families (ang.), [dostęp 2011-12-26].

### Opracowania
- Edward Rymar, Rodowód książąt pomorskich, Szczecin: Książnica Pomorska im. Stanisława Staszica, 2005, ISBN 83-87879-50-9, OCLC 69296056. Brak numerów stron w książce
- Szymański J.W., Książęcy ród Gryfitów, Goleniów – Kielce 2006, ISBN 83-7273-224-8.